# Kaylee Bryant
Kaylee Bryant właśc. Kaylee Kaneshiro (ur. 1 listopada 1997 w stanie Floryda) – amerykańska aktorka i modelka. Znana szczególnie z roli Josie Saltzman w serialu Wampiry: Dziedzictwo.

## Życiorys
Jest córką Garetta i Kristiny Kaneshiro. Zaczynała mając 8 lat, jako modelka. Następnie mając 10 lat dostała tytułową rolę Mary w thrillerze Mary Loss of Soul.
Kaylee Bryant występowała m.in. w:
- Zabójcze umysły (2016) (sezon 12, odcinek 5 - Oddział antyterrorystyczny)
- What Goes Around Comes Around' (2016)
- Santa Clarita Diet (2017)
- Z kopyta[1]